# Máximo Kirchner
Pour les articles homonymes, voir Kirchner.
Máximo Kirchner est un homme politique argentin, né le 16 février 1977 à La Plata.

## Biographie
Il est le fils de Néstor Kirchner, président de la Nation argentine de 2003 à 2007, et de Cristina Fernández de Kirchner, présidente du pays de 2007 à 2015. Il a une sœur, Florencia Kirchner.
Le 25 octobre 2015, Máximo Kirchner est élu à la Chambre des députés de la nation argentine pour la province de Santa Cruz. Il est réélu en 2019 à Buenos Aires. Il prend alors la tête du groupe majoritaire à la Chambre.